# Šútovo
Šútovo (Hongaars: Sutó) is een Slowaakse gemeente in de regio Žilina, en maakt deel uit van het district Martin.
Šútovo telt 521 inwoners.